# Handful of Soul
Handful of Soul è il primo album in studio del cantante Mario Biondi pubblicato il 26 ottobre 2006 dalla Schema Records. Dal disco vengono estratti due singoli: This Is What You Are, pubblicato il 24 ottobre 2006 e  Rio de Janeiro Blue, pubblicato lo stesso anno.

## Tracce
1. A Child Runs Free – 5:57
2. No Mercy For Me – 3:50
3. This Is What You Are – 7:12
4. Rio de Janeiro Blue – 4:12
5. Slow Hot Wind – 4:05
6. A Handful of Soul – 4:23
7. Never Die – 5:34
8. On a Clear Day (You Can See Forever) – 3:17
9. Gig – 3:45
10. I Can't Keep From Cryin' Sometimes – 4:59
11. No Trouble On The Mountain – 4:27
12. I'm Her Daddy – 4:26

## Formazione
- Mario Biondi - voce
- Luca Mannutza - pianoforte
- Lorenzo Tucci - batteria
- Sandro De Bellis - percussioni
- Pietro Ciancaglini - contrabbasso
- Fabrizio Bosso - tromba e flicorno
- Gianluca Petrella - trombone (traccia 3)
- Daniele Scannapieco - sassofono tenore

## Classifiche
| Classifica (2007) | Posizione raggiunta |
| ----------------- | ------------------- |
| Italia            | 1                   |